# Кубок Німеччини з футболу 1981—1982
Кубок Німеччини з футболу 1981—1982 — 39-й розіграш кубкового футбольного турніру в Німеччині, 30 кубковий турнір на території Федеративної Республіки Німеччина після закінчення Другої світової війни. У кубку взяли участь 128 команд. Переможцем кубка Німеччини вшосте стала Баварія (Мюнхен).

## Третій раунд
| Команда 1                   | Рахунок | Команда 2                |
| --------------------------- | ------- | ------------------------ |
| 4 грудня 1981               |         |                          |
| Алеманія (Аахен) (2)        | 0:3     | Гамбург                  |
| Ганновер 96 (2)             | 2:0     | Оснабрюк (2)             |
| Герта (Західний Берлін) (2) | 1:2     | Ульм 1846 (3)            |
| 5 грудня 1981               |         |                          |
| Дармштадт 98                | 1:3     | Вердер                   |
| Гессен (Кассель) (2)        | 1:2     | Бохум                    |
| Вальдгоф (2)                | 3:1     | Еппінген (3)             |
| Фрайбургер (2)              | 2:0     | Гольштайн (Кіль) (3)     |
| Дуйсбург                    | 1:2 дч  | Карлсруе СК              |
| Штутгарт                    | 0:2     | Боруссія (Менхенгладбах) |
| Баварія                     | 4:0     | Боруссія (Дортмунд)      |
| 6 грудня 1981               |         |                          |
| Уранія (Гамбург) (3)        | 1:3     | Геттінген (3)            |
| Бохольт (3)                 | 3:1     | Олі (Бюрштадт) (3)       |
| 15 грудня 1981              |         |                          |
| Рот-Вайс (Ессен) (2)        | 4:1     | Баєр 04                  |
| 22 грудня 1981              |         |                          |
| Нюрнберг                    | 2:0     | Фортуна (Дюссельдорф)    |
| 30 грудня 1981              |         |                          |
| Ворматія (Вормс) (2)        | 0:2     | Франкфурт (3)            |
| 3 січня 1982                |         |                          |
| Байройт (2)                 | 2:0 дч  | Ольденбург (3)           |

## Четвертий раунд
| Команда 1                    | Рахунок | Команда 2                |
| ---------------------------- | ------- | ------------------------ |
| 9 січня 1982                 |         |                          |
| Вальдгоф (2)                 | 1:1 дч  | Бохум                    |
| Ганновер 96 (2)              | 1:3     | Нюрнберг                 |
| Рот-Вайс (Ессен) (2)         | 0:4     | Боруссія (Менхенгладбах) |
| Вердер                       | 2:0     | Байройт (2)              |
| 10 січня 1982                |         |                          |
| Бохольт (3)                  | 3:3 дч  | Геттінген (3)            |
| 16 січня 1982                |         |                          |
| Ульм 1846 (3)                | 1:0     | Франкфурт (3)            |
| 16 січня 1982 (перегравання) |         |                          |
| Геттінген (3)                | 3:2     | Бохольт (3)              |
| 19 січня 1982                |         |                          |
| Фрайбургер (2)               | 0:3     | Баварія                  |
| 26 січня 1982                |         |                          |
| Гамбург                      | 6:1     | Карлсруе СК              |
| 26 січня 1982 (перегравання) |         |                          |
| Бохум                        | 3:1     | Вальдгоф (2)             |

## Чвертьфінали
| Команда 1      | Рахунок | Команда 2                |
| -------------- | ------- | ------------------------ |
| 20 лютого 1982 |         |                          |
| Геттінген (3)  | 2:4     | Гамбург                  |
| Нюрнберг       | 3:1     | Боруссія (Менхенгладбах) |
| Вердер         | 1:2 дч  | Баварія                  |
| Бохум          | 3:1 дч  | Ульм 1846 (3)            |

## Півфінали
| Команда 1      | Рахунок | Команда 2 |
| -------------- | ------- | --------- |
| 10 квітня 1982 |         |           |
| Нюрнберг       | 2:0     | Гамбург   |
| Бохум          | 1:2     | Баварія   |

## Фінал
| 1 травня 1982 17:00 (CET) |

| Баварія                                                 | 4:2      | Нюрнберг                   |
| ------------------------------------------------------- | -------- | -------------------------- |
| Румменігге 54' Краус 65' Брайтнер 72' (пен.) Генесс 89' | Протокол | Гінтермаєр 31' Дресель 44' |

| Вальдшта́діон, Франкфурт-на-Майні Глядачів: 61 000 Арбітр: Герт Хенніг |